# Melavard
Melavard (en persan : ملاورد romanisé en Melāvard) est un village de la province de Kermanshah en Iran. Lors du recensement de 2006, sa population était de 84 habitants répartis dans 17 familles.